# 瑞斯蒂讷-埃尔比尼
瑞斯蒂讷-埃尔比尼（法語：Justine-Herbigny，法語發音：[ʒystin ɛʁbiɲi]）是法国大东部大区阿登省的一个市镇，属于勒泰勒区。该市镇于1965年由原市镇瑞斯蒂讷（Justine）和埃尔比尼（Herbigny）合并而成。

## 地理
瑞斯蒂讷-埃尔比尼（49°35'51"N, 4°19'30"E）面积11.77 平方千米，位于法国大東部大區阿登省，该省份为法国北部内陆省份，西接埃纳省，南至马恩省，东临默兹省，北与比利时接壤。
与瑞斯蒂讷-埃尔比尼接壤的市镇（或旧市镇、城区）包括：沙普、杜姆利-贝尼、德赖兹、欧特维尔。
瑞斯蒂讷-埃尔比尼的时区为UTC+01:00、UTC+02:00（夏令时）。

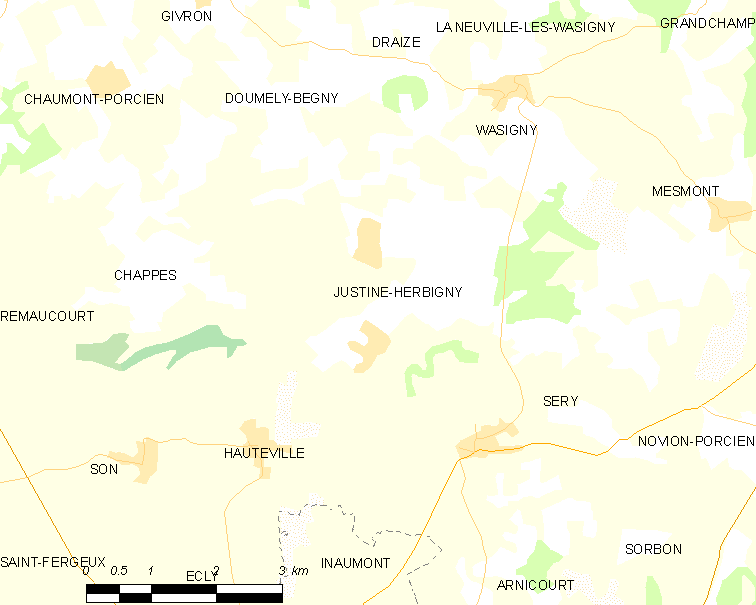
瑞斯蒂讷-埃尔比尼的OSM定位图

## 行政
瑞斯蒂讷-埃尔比尼的邮政编码为08270，INSEE市镇编码为08240。

## 政治
瑞斯蒂讷-埃尔比尼所属的省级选区为锡尼拉拜县。

## 人口

1962-2008年间瑞斯蒂讷-埃尔比尼人口变化图示

瑞斯蒂讷-埃尔比尼于2022年1月1日时的人口数量为164人。